# Тьерсе
Тьерсе (фр. Tiercé) — коммуна на западе Франции, регион Пеи-де-ла-Луар, департамент Мен и Луара, округ Анже, кантон Тьерсе. Расположена в 18 км к северу от Анже, в 14 км от автомагистрали А11. Через территорию коммуны протекает река Сарта. В центре коммуны находится железнодорожная станция Тьерсе линии Ле-Ман–Анже.
Население (2020) — 4 470 человек.

## История
В XIII веке в Тьерсе был основан приорат, относившийся к аббатству Туссен. Владели Тьерсе бароны де Бриолле.
В результате административной реформы, последовавшей за революцией, в 1790 году Тьерсе стал административным центром одноименного кантона, входившего сначала в состав дистрикта Шатонеф, затем в 1800 году переведенного в округ Сегре и в 1819 году – в округ Анже. В 1801 году центром кантона стал Бриолле, а в 1875 году им снова стал Тьерсе.
13 марта 1793 года в Тьерсе была проведена жеребьевка для мобилизации в революционную армию. Чтобы справиться с сокращением численности французской революционной армии, Национальный конвент 2 марта 1793 года принял решение о массовом призыве трехсот тысяч человек. Он должен был быть реализован путем жеребьевки мужчин из всех департаментов Франции. Это событие вызвало бунт в Тьерсе и город присоединился к Вандейскому мятежу. Коммуна была охвачена восстанием с 1794 по 1800 годы.

## Достопримечательности
- Церковь Святого Марселя середины XIX века
- Шато Симбре XIX века
- Здание мэрии 1874-1877 годов

## Экономика
Структура занятости населения:
- сельское хозяйство — 6,5 %
- промышленность — 27,3 %
- строительство — 7,6 %
- торговля, транспорт и сфера услуг — 29,0 %
- государственные и муниципальные службы — 29,6 %

Уровень безработицы (2019) — 7,4 % (Франция в целом — 12,9 %, департамент Мен и Луара— 11,9 %). 

Среднегодовой доход на 1 человека, евро (2020) — 22 900 (Франция в целом — 22 400, департамент Мен и Луара — 21 790).

## Демография
Динамика численности населения, чел.

## Администрация
Пост мэра Тьерсе с 2020 года занимает Жан-Жак Жирар (Jean-Jacques Girard). На муниципальных выборах 2020 года возглавляемый им независимый список был единственным.
| Период | Период | Фамилия              | Партия        | Примечания                            |
| ------ | ------ | -------------------- | ------------- | ------------------------------------- |
| 1971   | 1995   | Ив де Фромон де Буай |               |                                       |
| 1995   | 2001   | Бернар Гиар          | Разные правые | член Генерального совета департамента |
| 2001   | 2008   | Рене Брюнето         | Разные правые |                                       |
| 2008   | 2020   | Андре Сеген          | Разные правые | учитель                               |
| 2020   |        | Жан-Жак Жирар        |               |                                       |

## Галерея
- Церковь Святого Марселя